# 河野村 (長野県)
河野村（かわのむら）は、長野県下伊那郡にあった村。現在の豊丘村大字河野にあたる。

## 地理
- 山：高鳥谷山、障子山、大入山
- 河川：天竜川

## 歴史
- 1875年（明治8年）1月23日 - 筑摩県伊那郡河野村・部奈村・峠分・福与村・長峰柄山分・中山分が合併して生田村となる。
- 1876年（明治9年）8月21日 - 生田村が長野県の所属となる。
- 1879年（明治12年）1月4日 - 郡区町村編制法の施行により、生田村が下伊那郡の所属となる。
- 1881年（明治14年）11月9日 - 生田村の一部が分立して河野村となる（残部は後に単独で自治体を形成して生田村が発足）。
- 1889年（明治22年）4月1日 - 町村制の施行により、河野村が単独で自治体を形成。
- 1955年（昭和30年）4月1日 - 神稲村と合併して豊丘村が発足。同日河野村廃止。